# デービッド・ディーン・オキーフ
デービッド・ディーン・オキーフ（David Dean O'Keefe、1824年/1828年 - 1901年）は、アメリカ合衆国の実業家。

## 生涯
アイルランドの出身で、1848年に渡米してジョージア州サバンナに住んでいた。ところが傷害事件を起したことにより、妻子を捨てて出奔し、船員となった。
1871年、乗っていた船がヤップ島沖で難破、オキーフ一人が助けられた。その時、オキーフは石貨がヤップ島で貴重な財物として扱われていることを知り、一攫千金を目指すことになった。
オキーフは香港に渡って船を借り、パラオに機材を持ち込んで石貨を製造、それをヤップ島に持って行ってコプラとナマコで交換し、それを売り捌くことで巨万の富を手にした。
オキーフはヤップ島に豪邸を構え、新たに妻を娶って、あたかも王侯貴族のように振舞った。
しかし1901年にスペインに代わってこの地を統治することになったドイツ植民地当局とトラブルを起こし、ヤップ島から逃亡。「サンタ・クルス」という船でアメリカへ戻る途中に台風に巻き込まれて死去した。